# Julián Fernández-Cavada Ugarte
Julián Fernández-Cavada Ugarte (¿? - Madrid, 11 d'octubre de 1940) va ser un militar espanyol del segle xx, que va destacar durant la Guerra Civil Espanyola.
Amb el càrrec de comandant d'Alabarders va lluitar en la Guerra Civil Espanyola a favor de la Segona República.
Abans de la guerra era capità retirat, resident en Madrid. Va tenir una destacada actuació en la defensa de Madrid en ser assignat a la defensa de la Casa de Campo, que va esdevenir posteriorment en la Batalla de la Ciutat Universitària. Després d'això, el 31 de desembre de 1936, se li assigna el comandament de la 37a Brigada Mixta en la que n'era comissari polític Argimiro Fernández Mayoral. Llavors ja ostentava el rang de Tinent coronel. Posteriorment va passar a manar la 8a Divisió del VI Cos d'Exèrcit, en el Front del Centre. Fernández-Cavada va ser afusellat en solitari en les tàpies del cementiri de l'Est (avui dia el cementiri de l'Almudena) l'11 d'octubre de 1940, després del final de la contesa i la instauració de la dictadura franquista.